# Zuo Caiyun
Dans ce nom chinois, le nom de famille, Zuo, précède le nom personnel Caiyun.
Zuo Caiyun (née le 7 février 1996 à Guangdong) est une athlète handisport chinoise participant pour la Chine aux épreuves handisports du lancer du javelot et du lancer du poids. Elle est médaillée d'argent au lancer du javelot aux jeux para-asiatiques de 2022 à Hangzhou, aux championnats du monde d'athlétisme handisport 2024 de Kobe et le 1er septembre 2024 aux Jeux paralympiques d'été de 2024 de Paris en catégorie F34.
Aux Jeux paralympiques d'été de 2024 de Paris, elle est devancée sur le podium du lancer du disque par sa compatriote Zou Lijuan comme lors des championnats du monde de Kobe en 2024. L'australienne Dayna Crees complète le podium de Paris au javelot F34.